# 크리스틴 앤 더 퀸스
크리스틴 앤 더 퀸스(Christine and the Queens, 1988년 6월 1일 ~ )는 프랑스의 싱어송라이터이다.

## 음반 목록
- Chaleur Humaine (2014)
- Chris (2018)
- Redcar les adorables étoiles (prologue) (2022)
- Paranoïa, Angels, True Love (2023)